# 植物内生真菌

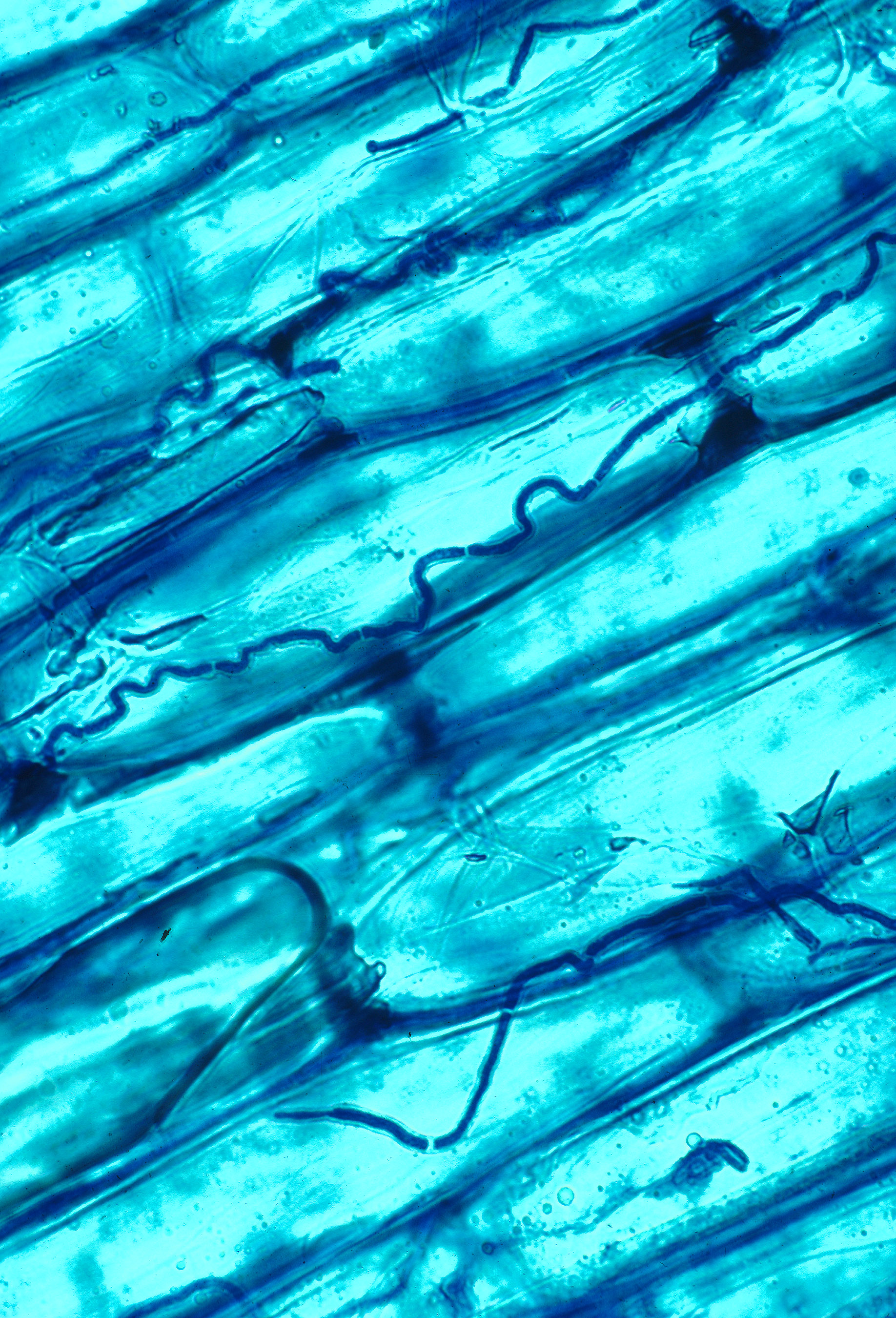
ネオティホディウム属Neotyphodium spp. はトールフェスクの葉鞘組織に内部共生する。この内生真菌は、草食動物にとって有毒な二次代謝産物を産生する。

植物内生真菌（しょくぶつないせいしんきん、英: Endophytic fungi）とは、内生生物の一種で、少なくとも植物の生活環の一時期に宿主の体内で生息し、かつ病原性がないことが明らかな真菌である。多くの植物の細胞内に生息する。植物内生真菌との共生は、昆虫や哺乳類、鳥類といった草食動物からの食害に対する間接防御に有効である。また、内生真菌は宿主の水分や栄養素の取り込み量を増加させる。その対価として植物は光合成産物を内生真菌に与える。ひとたび内生真菌が植物体内で共生を始めると、宿主の栄養素の含有率は変化し、宿主体内で二次代謝産物の生産が開始もしくは強化される。これら植物の組成変化は昆虫による食害、有蹄動物による草食、成虫による産卵の両方またはいずれか一方を防止する。また、植物病原菌や環境ストレスによる損傷の軽減にも効果がある。
内生真菌による食害防御は、植物内部の生物を利用し、植物そのものを変化させることによる点が特徴である。他の防御生物には、植物外部で活動する、草食動物の捕食者や寄生虫がある。また、外部の防御生物は、植物から食物や生活環境を報酬として受け取る。内部および外部の防御生物において、種によって植物と共生する時期や期間は異なる。例えば、アカシアと共生するアリは数多くの世代にわたってアカシアに巣をつくり、アカシアを守り続ける。内生真菌は、宿主の個体が死ぬまで共生を続ける傾向にある。

## 植物内生真菌の分布

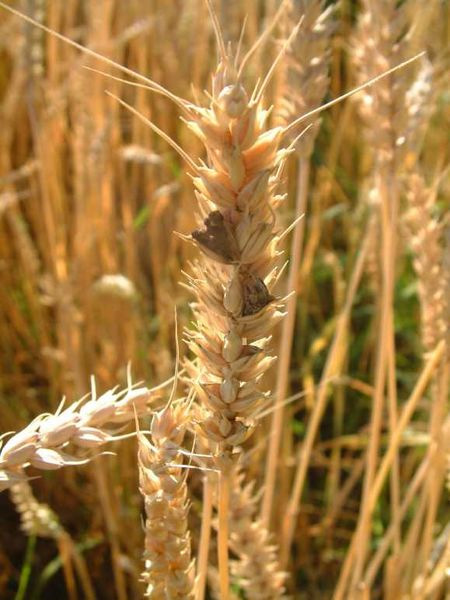
麦角菌Claviceps spp. はイネ科植物の一般的な内生真菌である。図は、小麦の穂状花序に内生している様子である。

植物内生真菌は非常に多くの分類群に存在し、また植物界のほぼすべての生物に普遍的に存在する。彼らは、それぞれ異なる経緯によって植物内部に侵入し、内部共生を始めた。もともと昆虫病原性であった真菌が植物内生真菌へ進化したものが知られている。
植物根と共生する菌根は7つのグループに分けられる：アーバスキュラー菌根、エリコイド菌根、アルブトイド菌根、モノトロポイド菌根、ラン菌根、外菌根、内外菌根である。このうち、内部共生するものは前者5グループである。グロムス門のアーバスキュラー菌根と子嚢菌門のエリコイド菌根が一般的である。アルブトイド菌根、モノトロポイド菌根およびラン菌根は担子菌門に属する。これら内生真菌が元来、昆虫病原性であったとする仮説は、内生真菌が植物防御を誘導した際、防御に応答して真菌の増殖が活発化することから支持されている。また、植物組織にコロニー形成することも根拠の一つである。
内生菌には、宿主とする植物種が決まっている宿主特異的な種が存在する。一つの植物種に特異的な内生真菌種は多く存在する。このため、植物個体には多種の特異的真菌が同居している。これら宿主特異的な内生真菌は特に温帯環境において多数存在する。彼らの宿主特異性の程度は非常に高く、この高さは同属種との宿主の獲得を争う競合に競り勝つための進化であると考えられている。
一方、宿主に非特異的な真菌が食害防御に関与する例も報告されている。Piriformospora indicaは地球上のあらゆる植物の根に内生することが可能な真菌である。 P. indicaは多くの農作物（大麦、トマト、トウモロコシ）において根病原菌に対する防御と収量を高めることが知られている。P. indicaのほか、アクレモニウム属真菌はウシノケグサ属の5亜属と内生していることが確認されている。また、多種にわたる内生真菌と集合体を形成する。この集合体の形成は帰化植物にも確認されている。
内生真菌は宿主の生活型や生活史戦略に関わらずイネ科や他の多くの植物に普遍的にみられる。数の内生真菌の株あるいは種が共同体を形成することは、単一の株/種の効果とは異なる様々な効果を与えている可能性がある。しかし一般的に、植物が受け取る恩恵の大部分は、単一の真菌によるものと考えられている。

## 感染と伝播
内生真菌は親植物から種子に垂直伝播する場合があり、真菌との共生はほぼ絶対となる。垂直伝播する内生真菌は種子内部や、実生の分裂組織、葉腋、葉原基で発見されている。閉花受粉により何世代にもわたって真菌が受け継がれることが予想される。

## 宿主植物への影響

### 食害の防止
内生菌と共生する植物は食害にある確率が低くなり、共生植物を摂食した草食動物はその生産性を小さくする。食害防止の機構はいくつか存在する。害虫の場合、Acremonium coenophialumに内部共生された植物をアブラムシRhopalosiphum padi L. は忌避する(食害抑止)、害虫の摂食量を減少させる 、トマトに寄生したコナジラミ類の成虫への発生率の減少 、ジャガイモ害虫Phthorimaea operculellaの幼虫の生育と生存率の減少、成虫の産卵率の減少などである。
鳥類やウサギ 、鹿などの脊椎動物にも防御効果があり、その抑止と毒効果には同じパターンが見られる。土壌生息性の線虫や根食昆虫は内生菌によりその数を減らす。いくつかの研究では、内生真菌と共生する植物を与えられた草食動物(ヨーロッパイエコオロギAcheta domesticus L. やツマジロクサヨトウSpodoptera frugiperdaの幼虫、コクヌストモドキTribolium castaneum)が絶滅した事例がある。
しかし、内生真菌の防御は普遍的に有効ではなく、多くの草食昆虫では生活史の一つ以上の期間で防御物質の影響を受けない。多くの場合、成虫は幼虫よりも防御物質に対する感受性が低い。ネオティホディウム属は草食動物による宿主植物の摂食を抑止するが、その効果の程度は同一地域においてもばらつきがあり、むしろネオティホディウム属の宿主であっても非宿主と区別されずに草食動物に摂食される場合の方が多い。

#### 対動物毒素の生産
内生真菌は草食動物に対する植物防御のために二次代謝産物などの化学物質を宿主体内で合成する。この防御物質の知見は多年生ドクムギ属において最もよく研究されている。そして、防御物質としての二次代謝産物にはインドールジテルペン類、麦角アルカロイド類およびペラミンの3つの主要クラスが見出されている。これらいずれのクラスの物質も広い範囲の内生真菌で確認されている。
テルペンおよびアルカロイドは、植物が産生する防御物質と同様に作用し、広範囲の昆虫や哺乳動物の草食動物に対して非常に有毒である。ペラミンは無脊椎動物に対して更に強い毒性を有し、イネ科植物の内生真菌で産生される。テルペノイド類とケトン類は昆虫と脊椎動物の両方からの高等植物の防御に関与する。
防御物質からの中毒作用の大きさは食植性昆虫の寄主特異性の程度と摂食方法（咀嚼型か吸汁型か）で異なる傾向にある。咀嚼型の場合、広食性昆虫は単食性あるいは少食性昆虫よりも、防御物質の感受性が大きい。食植昆虫は植物の摂食で競合するため、広食性動物の摂食が阻害されることは、単食性/少食性昆虫にとって好ましい可能性がある。また、広食性食植昆虫でも吸汁型の場合、摂食する部位で植物の防御から受ける影響の程度は異なる。葉肉を摂食する吸汁型昆虫は中毒作用を大いに受けるが、師管液を摂食する昆虫はほとんど受けない。

#### 肉食動物の誘引
植物と内生真菌はまた草食動物の捕食者（肉食動物）とも相互作用する。内生真菌が産生する二次代謝産物は肉食動物の行動を誘導する。例えば、植物が損傷されたときにテルペノイドは生産され、草食動物の天敵を植物へと誘引する。誘引された肉食動物は無脊椎草食動物の数を減少させることが可能である。逆に、内生生物がいなければ一部の防御関連の二次代謝産物は産生されず、肉食動物は誘引されないだろう。このように、肉食動物との相互作用は植物コミュニティ全体に段階的かつ決定的に影響を及ぼす。その結果は、内生真菌種と環境条件との組み合わせによって変化する可能性がある。

#### 宿主の栄養組成の変更
植物と内生生物との共生は本質的に栄養素の交換に基づく。このため、真菌との共生は植物の化学組成を直接変化させ、その植物を摂食した草食動物に相応の影響を与える。内生菌は宿主のアポプラストの炭水化物濃度を頻繁に増加させ、窒素濃度を相対的に減少させる(葉のC/N比を大きくする)。これにより、草食動物にとって、宿主の葉をタンパク質の補給減として非効率にさせる。内生菌が宿主の窒素を利用してアルカノイド類などの二次代謝産物を合成する場合には、C/N比の増大はいっそう顕著になる。例えば、寄生虫thistle gall fly (Urophora cardui) は、内生真菌と共生する植物では生育が抑制される。内生真菌が宿主の窒素含量を減らすためである。さらに、内生菌は植物によるリン酸や鉄などの栄養素の利用度を高め、宿主の生育、健康、および防御能力を向上させる。

### 食害の誘発
いくつかの内生菌根菌は、草食動物に対する植物の感受性を大きくすることにより、実際には草食動物による被害を促進する恐れがある。例えば、オークにおける内生真菌は潜葉性昆虫 (Cameraria spp.) の産卵率を減少させ、真菌との共生の有無は幼虫の数と負の相関にあるにも拘らず、葉の食害とは正の相関がある。
植物に菌根菌が着生した場合、食植昆虫の密度と消費量は増加する。特に、単食性や少食性咀嚼型昆虫と師管液吸汁型昆虫は植物の菌根着生で利益を受ける。ただし、菌根菌宿主を摂食した昆虫の生存率は低いため、食害の被害は拡大しない。特に広食性咀嚼型昆虫と葉肉吸汁型昆虫は活動性が低下する。

### 病原性
草食動物への防衛効果を持つ植物内生生物は一部だけである。内部共生体と病原体の違いは実際には不明瞭であり、他の生物や環境条件によってどちらかに変化することが示唆されている。一部の真菌は草食動物の非存在下で病原性を示すが、昆虫による宿主の損傷、例えば草食のための宿主細胞の破壊、の水準が高くなる真菌は共生性となる。葉の栄養素組成を変え、昆虫にとって栄養源としての適切さを低くする。 
多くの菌根菌の防御効果は、菌根菌が自身を優勢にするために宿主の植菌部位を無菌状態にすることによる。条件によっては非内部共生性の植物病原真菌が植物に有益な同様の防御効果を有することは珍しくない。防御効果以外の利益(栄養素や水分の供給)を植物に与える内生菌の一部は、植物が損傷を受けて防御物質の産生を減少させると利益の提供を小さくする。植物個体に複数の真菌種/株が感染する際、個々の真菌が植物に与える効果は他の真菌の種類によって変化するかもしれない。
内生真菌において相利共生性と病原性に連続性が見られ、条件次第で頻繁にどちらかに移行する。植物の環境への適応度は内生真菌の状態に依存し、内生真菌の性質の移行は適応度に多大な影響を与える。

### 環境と多種競合への適応度
内生真菌が様々な利益を宿主に与えることは、宿主に有利な自然選択圧をもたらしている可能性がある。ネオティホディウム属はイネ科と内部共生し、激しい種間競争での宿主の適応度を高める。以前は、草食動物からの攻撃に対する内生及び外生真菌による宿主の適応度の向上は、主に宿主の生育促進によると考えられていた。しかし、現在、植物の栄養素組成の変更と抵抗性の誘導が宿主の競争力と繁殖力の向上効果において非常に重要な因子であると考えられている。物理的化学的手段で自身を保護しない植物は内生真菌と共生することで生存率を高める。
草食動物の出現率が中から高程度の環境では、内生/外生真菌との宿主は非宿主よりも優勢であることは一般的な傾向である。そして、草食動物の出現率が高いほど、真菌との共生率は高くなる傾向にある。また、草食動物による被害率が低から中程度でも共生率は増加する。
一般的に、真菌と宿主植物との適応度が密接に関連している条件では真菌は病原性よりも相利共生を選択する。内生真菌の垂直伝播がその条件にあたり、内生真菌は種子の防御に働く。なぜなら、種子は繁殖率と競争率の両方において重要であり、種子の発芽率と実生の生存率は植物とその感染真菌の適応度を左右するためである。また、同種植物が密集し、真菌の水平伝播が生じる場合も内生真菌による種子の防御効果が見られる。微生物との共生は植物自身の防御機構よりも種子の防御に重要であり、種子の生存率により大きな影響を与える因子である可能性がある。
宿主非特異的な内生菌は新しい宿主に対して間接防御効果を与える確率のほうが高い。植物の地上部および地下部と真菌との共生関係は互いの多様性を促し得る。植物と共生真菌との相互作用の変化は、草食動物を含む生態系に強い影響を与えるかもしれない。植物種間の外来種と在来種の競争において、真菌との相互作用と病原真菌の役割が重要である。

### 気候変動への応答
大気中の二酸化炭素濃度が上昇すると、光合成が促進され、植物内生生物に供給される炭水化物が増加する。これにより、共生関係が強化される可能性がある。C3植物宿主の生育は高い二酸化炭素濃度化で大きくなる。
草食動物の出現率は温度と二酸化炭素濃度の増加に伴い増加している。しかし、植物と内生真菌との関係は現状のままでも余裕があることが示唆され、変化しなくてよいと考えられている。二酸化炭素濃度の増加は草食動物による被害を増加させるが、内生真菌と共生している植物では被害率は変化しない。植物のC/N比は草食動物にとって重要である。窒素含量が減少してC/N比が大きくなると草食動物にとっての栄養的価値が低くなるが、植物中にアルカロイド類などの窒素含有の防御物質の濃度が減少する。

## 研究史

### 初期
内生真菌による植物の化学組成変化は植物の病気や中毒症状として何世紀も前から知られていた。特に農産物や畜産動物に対する影響が注目されていた。1980年初期から相利共生が認識されて研究され始め、草食動物の食害抑止に対する、内生真菌産生のアルカロイド類の効果が発見された 。当時の生物学者はアイソザイム分析と対草食動物の共生効果の評価を行い、植物内生生物の特性解析を始めた。真菌学の初期において内生真菌の種は扱われていなかったが、この時期から真菌学者にとって重要な研究対象となっていった。特に、経済的に重要なイネ科作物の内生真菌についての研究が盛んに行われた。

### 現在と今後の動向
現在では、植物の防御機構についての研究に加えて、内生/外生真菌と植物との関係と生態系における影響、特に肉食動物に対する効果も主要な研究テーマとなっている。内生真菌が植物生理と揮発性有機化合物発生量を変更させる機構はまだよくわかっていない。これらの変更効果は環境条件、特に草食動物との遭遇率によって変わることは明らかとなっているが、その研究結果には現在のところ整合性は得られていない。
内生菌は、草食動物による食害に対する誘導防衛と耐性の両方において中心的役割を担う。過去十年間にわたり、内生菌が媒介する植物防衛の分子機構についての研究が盛んになっている。
遺伝子工学などの生物工学の技術進歩により、遺伝子改変した内生菌を用いて農作物の収量と防御効果を増加させる研究が進んでいる 。草食動物への応答に関する遺伝学の知見はトールフェスクFestuca arundinaceaの研究で得られている。内生真菌が存在する場合、トールフェスクの防御機構における化学経路はジャスモン酸により下方制御されている。
多くの場合、密接に共生している真菌は自身の二次代謝産物生産関連遺伝子を宿主のゲノムに組み込む。このことは様々な植物において防御の化学経路の成り立ちについて説明するのに役立つ。また、化学経路を生物工学へ利用することを可能にする。

## 重要性
内生真菌は農作物に二次代謝産物として対動物性毒物を産生する。これは、畜産動物や人間の中毒の原因となり、畜産業に損害を与える。一方、農作物の食害や病害の防止となり、農業への応用技術として期待されている。特に、農薬の使用量削減や有機農業に有用であるとされる。また、内生真菌が産生する二次代謝産物から抗生物質などの薬効成分が単離されている。

### 畜産業
内生真菌が植物との共生により産生する二次代謝産物は、家畜と人間を含む哺乳類に対して非常に有毒である。毎年、家畜の死亡により6億ドル以上の損失が引き起こされている。例えば、Claviceps spp. によって産生される麦角アルカロイド類は何百年前からライムギ畑の危険な汚染物質である 。
内生真菌の非致死性の防御物質は馬草といった飼料に混入し、畜産業の生産性を低下させる。内生真菌との共生は植物組織の栄養品質の低下させ、家畜への栄養摂取量を減少させる。内生された馬草を与えられた牛と馬において妊娠率と出生率の低下が報告されている 。このため、乳製品と肉の産業は経済的損失を受けている。
内生真菌による畜産動物への被害の代表例としてトールフェスクによる中毒症状がある。1941年に、芝草トールフェスクの品種ケンタッキー31（KY-31）が育種され、畜産動物用飼料として広く使用されるようになった。しかし、KY-31を給与した牛に体重の減少、食欲不振、蹄の壊死などが現れた。現在では内生真菌Neotyphodium coenophialumが産生するエルゴバリンが中毒の主要な原因物質であると考えられている。N. coenophialum に感染したトーフフェスクを食した牛には以下の3つの病態が現れる。
フェスクトキシコーシス（fescue toxicosis）
症状は増体量の低下、唾液分泌の亢進、体温の上昇、呼吸数の増加、受胎成績の悪化、泌乳量の減少などである。夏期に顕著に見られるため、サマーシンドロームあるいはサマースランプと呼ばれることもある。麦角アルカロイドのエルゴバリンが原因とされる。
麦角アルカロイドは血管収縮作用を持つため、皮膚からの放熱が阻害されて体温が上昇するものと考えられている。また、麦角アルカロイドはドーパミンレセプターを刺激して乳腺・妊娠関連ホルモンのプロラクチン分泌を抑制する。これにより泌乳量の低下や受胎成績の悪化が起こるものと考えられている。プロラクチンは乳腺や妊娠関連以外にも多様な生理活性を有し、プロラクチン減退の影響は更に広いと考えられている。
エンドファイトに感染したトールフェスクにおいて銅含量は低く、これを長期間摂取した動物の血中銅濃度も低下する。このため、銅欠乏がフェスクトキシコーシス発現に関与していると指摘されている。
フェスクフット（fescue foot）
牛の耳や尾の先、蹄などに壊疽が現れる病態である。麦角アルカロイドの末梢血管収縮作用により、末端部の血行障害が起こるためと考えられている。フェスクフットの症状は、中世ヨーロッパで、麦角に汚染されたライ麦を食べた人の手足が壊疽になる聖アンソニーの火と呼ばれた疾病のものと類似している。
ファットネクローシス（fat necrosis）
症状は牛の腹腔脂肪の壊死である。窒素肥料を多く施肥された圃場で生育した内生真菌感染トールフェスクを給与すると発症しやすい。ただし、真性真菌の関連と発症機構は明らかになっていない。
N. lolii感染ペレニアルライグラスを食べたヒツジはライグラススタッガーを発症する。症状は5段階に分類されており、軽いものは激しい運動（400 m走）の後に見られる頚部の痙攣、更に重篤なものは歩行異常、最も重篤なものはテタニー様発作である。ライグラススタッガーを発症すると、血中のクレアチンキナーゼ活性とアスパラギン酸アミノトランスフェラーゼ活性が上昇する。また、羊の脳でアスパラギン酸やグルタミン酸といったアミノ酸の神経伝達物質の放出は亢進される。
ペレニアルライグラスがライグラススタッガーの原因であることは1906年から知られていた。現在では、原因物質はN. loliiが産生するロリトレムだと考えられている。ライグラススタッガーの発生事例は日本国内でも存在する。1997年から1999年にアメリカから輸出されたペレニアルライグラスを給与された牛と馬に発症した。このとき、中毒家畜に与えられた馬草には972-3740 ppbのロリトレムBが検出された。
以下に、イネ科内生真菌のネオティホディウム属が産生する二次代謝産物のうち、家畜や人間への中毒症状の原因となるものを示す。このうち、特に毒性が強いのは、エルゴバリンを主とした麦角アルカロイドおよびロリトレムである。
麦角アルカロイド類
エルゴペプチンアルカロイドのエルゴバリンは畜産牛のフェスクトキシコーシス（fescue toxicosis）発症の原因物質と考えられている。芝草トールフェスクFestuca arundinacea の内生真菌Neotyphodium coenophialum から単離される。1993年からオレゴン州立大学で、全給与飼料中のエルゴバリン濃度は500～825ppb以上で危険というガイドラインが提出されている。ただし、高温多湿では50ppbでも症状の兆候（直腸温の上昇）が見られたという報告がある。
インドールイソプレノイド類
ロリトレム (lolitrem) はライグラススタッガー (ryegrass stagger) の原因物質である。ロリトレムには少なくとも18種の同族体が確認されており、このうち最も植物中から多量に見出されるのはロリトレムBである。ペレニアルライグラス（Lolium perenne L.）に感染したNeotyphodium lolii が産生する。ロリトレムBは全給与飼料中濃度でおよそ1,800～2,000 ppb存在するとライグラススラッガーを発症させるとされる。

### 農業
害虫に対する真菌の防衛効果は環境的に持続可能な農薬の代替であり、農業用途で実用化されている。有機農業で、収量の改善と害虫防除の方法として利用されている。内生真菌を適用した農作物(ダイズ、ヘラオオバコキャベツ、バナナ、コーヒー豆 トマト)は非適用と比べて草食動物の被害率が著しく低い。 内生真菌は大規模農業においても間接的な生物的防除として期待されている。
内生真菌の遺伝子改変により畜産動物への毒性を減らし、収量を増大することが可能である。この遺伝子改変株の接種は農業の生産性を向上させる可能性が高い 。また、遺伝子改変株の使用は遺伝子組み換え作物の栽培の代替として利用されている。ドクムギの内生菌の遺伝子組み換え株は代替手段として実用化され、実際に食害を減らすことに成功している。
内生真菌は、食害生物の天敵を誘引する効果と、作物の化学組成を変更する効果を併せ持つ。この二つの効果の発生機構を理解することが農業経営において重要である。内生真菌の効果は草食動物とその捕食者または寄生生物のすべてに非常に広い地域スケールで影響を及ぼす。このため、内生真菌を接種する場合は使用菌株を慎重に選択しなければならないことが指摘されている 。近年、内生菌応用の研究において、収量増大だけでなく地域または地球規模での環境負荷が小さい技術についても追究されている。

### 医薬品の製造

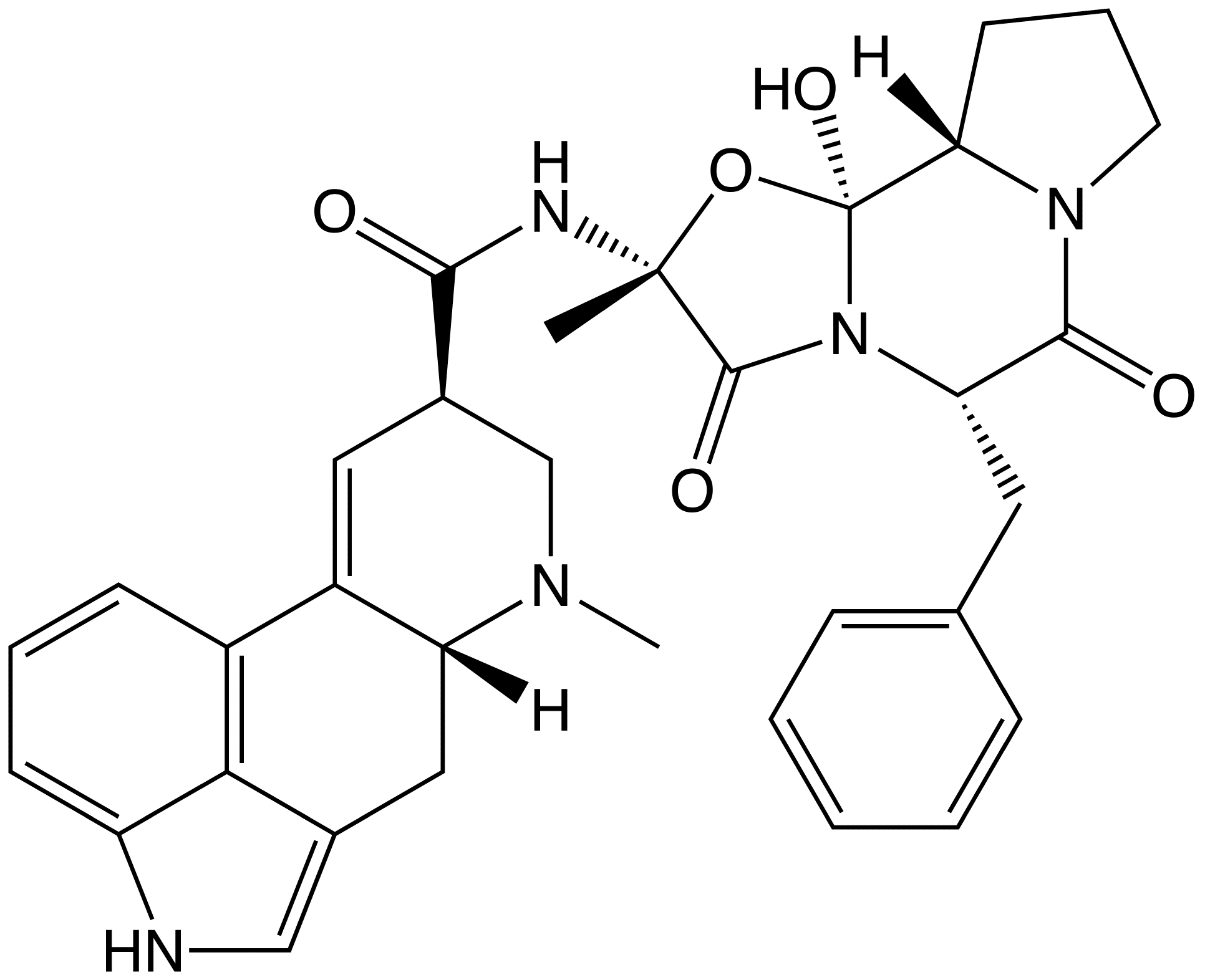
エルゴタミン。ライムギとその関連種に感染する麦角菌Claviceps spp. が産生し、人間と畜産動物に毒性がある。医薬品として使用される。

内生真菌は多くの二次代謝産物を産生する。これら二次代謝産物は単離され、そのまままたは加工されて治療用の薬品として利用される。麦角アルカロイド類は、血管の収縮を誘導して出血を止める作用があり、頭痛薬として有用である。麦角菌から単離された毒素はパーキンソン病の治療薬である。エルゴタミンはLSDの合成に使われる。内生真菌は宿主植物を病原菌から護るために一般的に抗生物質を産生しており、抗生物質の探索や合成に利用されている。ペニシリンやストレプトマイシンも内生真菌は合成する。